# 礐石街道
礐石街道是中国广东省汕头市濠江区下辖的一个街道。

## 行政区划
礐石街道下辖以下村级行政区划单位
礐石社区、红光社区、红旗社区、红星社区、磊口社区、松山社区、棉花社区、澳头社区、珠浦社区、葛陈社区、葛朱社区、茂北社区、茂南社区、头村社区、中村社区和尾村社区。